# 太陽風交点事件
太陽風交点事件（たいようふうこうてんじけん）は、1980年代の日本で書籍の出版を巡って争われた出版等差止請求事件の通称。『太陽風交点』事件、太陽風交点裁判とも呼ばれる。事件番号は、東京地裁昭56（ワ）4210号、および東京高裁昭61（ネ）814号。

## 概要
第1回日本SF大賞を受賞した堀晃のハードSF短編集『太陽風交点』のハードカバー版を出版していた早川書房が同書のハヤカワ文庫版を出版しようとしていたところ、堀が日本SF大賞を後援する徳間書店と文庫版の出版を契約し、これに対して早川書房が徳間文庫版の出版差し止めを求めて徳間書店と著者の堀を訴え、裁判で争われた。
争点はハードカバー版でなされた堀と早川書房との口頭での出版契約が、出版権を堀に残す形の許諾契約か、早川書房が出版権を得る出版権設定契約かという点と出版契約についての出版業界の慣行であった。
早川書房の敗訴により、3万部が製本されていたハヤカワ文庫版はお蔵入りし、割り振られた分類番号JA0131はそのまま欠番となっている。
この裁判は、その後の日本SF界に禍根を残す結果になった。
また、それまでは口頭契約が普通に行われていた出版社と作家との間の出版契約が、この裁判を境に早川・他社を問わず書面契約へと移行して行った。

## 経緯
- 1977年 - 早川書房の『S-Fマガジン』編集長代行だった今岡清が堀晃に短編集を出すことを薦める[4]。
- 1978年
  - 5月 - 今岡から堀へ校正刷りが送られ、解説を小松左京に依頼することを決定[4]。
  - 8月 - タイトルが『太陽風交点』に決定[4]。
- 1979年10月15日 - 早川書房より単行本『太陽風交点』刊行。定価1200円、7千部、印税10パーセント[5]。
- 1981年
  - 1月14日 - 『太陽風交点』が第1回日本SF大賞を受賞。
  - 1月19日 - 堀は同書の文庫版の徳間書店での出版に合意。2月に正式に契約した。
  - 1月26日 - 早川書房側が徳間書店に対し、『太陽風交点』の出版権を主張。早川書房と徳間書店の間で会合が持たれ、徳間書店側はロイヤリティの支払いを提示するが、早川書房はこれを拒否した。
  - 2月 - ハヤカワ文庫から『梅田地下オデッセイ』が刊行。
  - 3月5日 - 徳間書店より文庫本『太陽風交点』刊行。定価380円、8万部[5]。
  - 4月15日 - 早川書房が出版差し止めを求めて徳間書店及び堀晃を提訴。なお、早川書房側には後に高名になる弁護士五十嵐敬喜がかかわっていた。
- 1984年3月23日 - 東京地裁にて早川書房が敗訴[6]。同日控訴。
- 1986年2月26日 - 控訴棄却。早川書房の敗訴が確定。

## 早川書房の主張
一審では、堀との出版契約は出版権を早川書房が得る出版権設定契約であると主張した。加えて、出版業界の慣行では、書籍の出版契約は出版社への出版権設定契約と主張した。控訴審では、堀との出版契約は、堀が出版権を持つものの出版許諾を早川書房が独占しているという出版業界の慣行で、独占的出版許諾契約であるとも主張した。書籍（単行本）の出版から3年程度で文庫本を出版する慣行があり、その間は単行本を出版した出版社（先行業者）が出版権あるいは出版許諾を独占しているため、独占出版できるとする。また、3年を経過した後も、他社は先行業者の同意なしには出版できない。よって徳間書店との契約は二重契約にあたり無効である。

## 裁判所の判断
一審では、出版権設定契約と認められるには、口頭ではなく文書で、なおかつ著作者が出版社への出版権の設定がされるという認識も必要とし、早川書房との出版契約は口頭であり、堀は出版権設定契約を認識していないため、早川書房の請求を棄却した。控訴審では、書籍の出版契約を独占的出版許諾とする慣習は認められない。よって、早川書房には独占出版は認められないとした。出版権設定契約または独占的出版許諾契約を締結するにあたって何の障害もなかったのに、その労を怠ったのは早川書房であるのだから、その結果を甘受すべきであるとも述べた。

## 影響

### 第一世代SF作家と早川書房
作家を出版社が訴えたこの事件により、かねてから早川書房の待遇に不満を募らせていた小松左京など、日本のSF作家の第一世代が早川書房を離反した。
中でも日本SF作家クラブの会長でもあった小松は、同クラブが主催する日本SF大賞の制定で、目先の利害を乗り越えSFをみんなで盛り上げようと考えていた。そこで堀と早川書房の間に入って解決を図ろうとしたが、遂には裁判沙汰となって堀がそれに翻弄され、SF界に亀裂が入るという思惑とは逆の結果になったことに憔悴し、「（堀晃を世に知らしめる機会なのに）どうしてわからないんだ! バカヤロー!」と夜中に電話しては泣いていたという。
小松は「日本の作家を大事にしない」と早川書房の態度に立腹し、早川書房に対してSF専門誌『S-Fマガジン』への執筆中止や単行本の再版拒否に至った。これに豊田有恒やかんべむさし、平井和正、山田正紀らも同調し、多くの日本のSF作家が徳間書店の『SFアドベンチャー』その他に活躍の場を移した（ただし、眉村卓、野田昌宏、石原藤夫ら『S-Fマガジン』への執筆を続けたベテラン作家たちもいた）。『S-Fマガジン』は1980年代以降、日本人SF作家が世代交代し、第三世代と呼ばれる新人の活躍の舞台となった。
2011年7月に小松左京が死去した際に、『S-Fマガジン』は恒例となっていた作家死去時の追悼特集を行わず、同年11月号で小松の回顧を含んだ「特集・日本SF第一世代回顧」を掲載するにとどめた。大森望は同誌で連載のコラムで、小松追悼特集でない理由が太陽風交点事件にあるとほのめかした。

### 日本SF大賞
『太陽風交点』以後、1989年（第10回）に夢枕獏の『上弦の月を喰べる獅子』が受賞するまで、早川書房が版元の作品は日本SF大賞を受賞していない。その理由として、受賞に値する作品がなく偶然に過ぎないとの見方と、この裁判が原因となり選考委員の間で暗黙の了解となっていたとの見方が存在する。
2010年の第30回日本SF大賞では、2009年に死去した栗本薫が特別賞を受賞した。贈賞式では夫の今岡清が挨拶して、自らが事件当時『S-Fマガジン』編集長という当事者であった因縁について振り返った。早川浩も、早川書房の社長としては初めてSF大賞贈賞式に出席した。